# Štruklji
 (février 2025).
La mise en forme du texte ne suit pas les recommandations de Wikipédia : il faut le « wikifier ».
Les points d'amélioration suivants sont les cas les plus fréquents. Le détail des points à revoir est peut-être précisé sur la page de discussion.
- Les titres sont pré-formatés par le logiciel. Ils ne sont ni en capitales, ni en gras.
- Le texte ne doit pas être écrit en capitales (les noms de famille non plus), ni en gras, ni en italique, ni en « petit »…
- Le gras n'est utilisé que pour surligner le titre de l'article dans l'introduction, une seule fois.
- L'italique est rarement utilisé : mots en langue étrangère, titres d'œuvres, noms de bateaux, etc.
- Les citations ne sont pas en italique mais en corps de texte normal. Elles sont entourées par des guillemets français : « et ».
- Les listes à puces sont à éviter, des paragraphes rédigés étant largement préférés. Les tableaux sont à réserver à la présentation de données structurées (résultats, etc.).
- Les appels de note de bas de page (petits chiffres en exposant, introduits par l'outil «  Source ») sont à placer entre la fin de phrase et le point final[comme ça].
- Les liens internes (vers d'autres articles de Wikipédia) sont à choisir avec parcimonie. Créez des liens vers des articles approfondissant le sujet. Les termes génériques sans rapport avec le sujet sont à éviter, ainsi que les répétitions de liens vers un même terme.
- Les liens externes sont à placer uniquement dans une section « Liens externes », à la fin de l'article. Ces liens sont à choisir avec parcimonie suivant les règles définies. Si un lien sert de source à l'article, son insertion dans le texte est à faire par les notes de bas de page.
- La présentation des références doit suivre les conventions bibliographiques. Il est recommandé d'utiliser les modèles {{Ouvrage}}, {{Chapitre}}, {{Article}}, {{Lien web}} et/ou {{Bibliographie}}. Le mode d'édition visuel peut mettre en forme automatiquement les références.
- Insérer une infobox (cadre d'informations à droite) n'est pas obligatoire pour parachever la mise en page.

Pour une aide détaillée, merci de consulter Aide:Wikification.
Si vous pensez que ces points ont été résolus, vous pouvez retirer ce bandeau et améliorer la mise en forme d'un autre article.
Le štruklji est un plat traditionnel slovène, composé de pâte et de divers types de garnitures. Le plat se présente sous la forme de boulettes roulées, qui peuvent être cuites à la vapeur, bouillies ou cuites, et peuvent avoir un large éventail de garnitures. Le štruklji, traditionnellement réservé aux occasions spéciales, est aujourd'hui l'un des plats quotidiens les plus caractéristiques dans les foyers de toute la Slovénie. Il est étroitement lié au Zagorski štrukli, un plat traditionnel croate.

## Histoire
La première préparation enregistrée de štruklji se serait produite en 1589, lorsqu'un chef d'un manoir de Graz a écrit la recette du štruklji cuit avec une farce à l'estragon. Il est devenu un plat festif pour la classe moyenne urbaine au XVIIe siècle, et s'est propagé aux ménages ruraux deux siècles plus tard. Il a été incorporé à la cuisine quotidienne au début du XXe siècle.

## Ingrédients et préparation
Les ingrédients les plus courants de la pâtisserie sont de la farine, le plus souvent du blé ou du sarrasin, mélangée à de l'œuf, de l'huile, de l'eau chaude et du sel. Ceux-ci sont ensuite mélangés ensemble et la pâte est roulée en une fine couche. La garniture peut être sucrée ou salée, les garnitures les plus courantes sont la pomme, la noix, la graine de pavot, la ricotta ou l'estragon. La farce est ensuite étalée sur la feuille de pâte, et la pâte est ensuite roulée.
Alternativement, le štruklji peut être préparé en mélangeant de la ricotta dans les ingrédients ci-dessus et en faisant cuire la pâte.
Le štruklji peut être cuit à la vapeur, bouilli dans de l'eau, frit ou cuit et est souvent servi avec de la viande et de la sauce, ou avec une sauce de chapelure.